# Caccobius yunnanicus
Caccobius yunnanicus là một loài bọ cánh cứng trong họ Bọ hung (Scarabaeidae).